# La Paz County
La Paz County ist ein County im Bundesstaat Arizona der Vereinigten Staaten. Der Sitz der Countyverwaltung (County Seat) ist in Parker.

## Geographie
Das County liegt im Westen von Arizona, grenzt im Westen an Kalifornien und hat eine Landfläche von 11.654 Quadratkilometern sowie eine Wasserfläche von 34 Quadratkilometern. Es grenzt im Uhrzeigersinn an die Countys: Mohave County, Yavapai County, Maricopa County, Yuma County, Imperial County (Kalifornien), Riverside County (Kalifornien) und San Bernardino County (Kalifornien).

## Geschichte
Das County wurde am 2. November 1982 aus Teilen des Yuma Countys gebildet. Es ist das einzige County in Arizona, das entstand, nachdem Arizona 1912 Bundesstaat wurde. Das County wurde nach der ehemaligen Goldgräbersiedlung und heutigen Geisterstadt La Paz benannt.
Zehn Bauwerke, Stätten und historische Bezirke (Historic Districts) des Countys sind im National Register of Historic Places („Nationales Verzeichnis historischer Orte“; NRHP) eingetragen (Stand 4. Februar 2022), darunter hat das Poston Elementary School, Unit 1, Colorado River Relocation Center den Status eines National Historic Landmarks („Nationales historisches Wahrzeichen“). Die Poston Elementary School wurde nach dem Eintritt der Vereinigten Staaten in den Zweiten Weltkrieg in einem Internierungslager für japanischstämmige Japaner eingerichtet.

## Demografische Daten

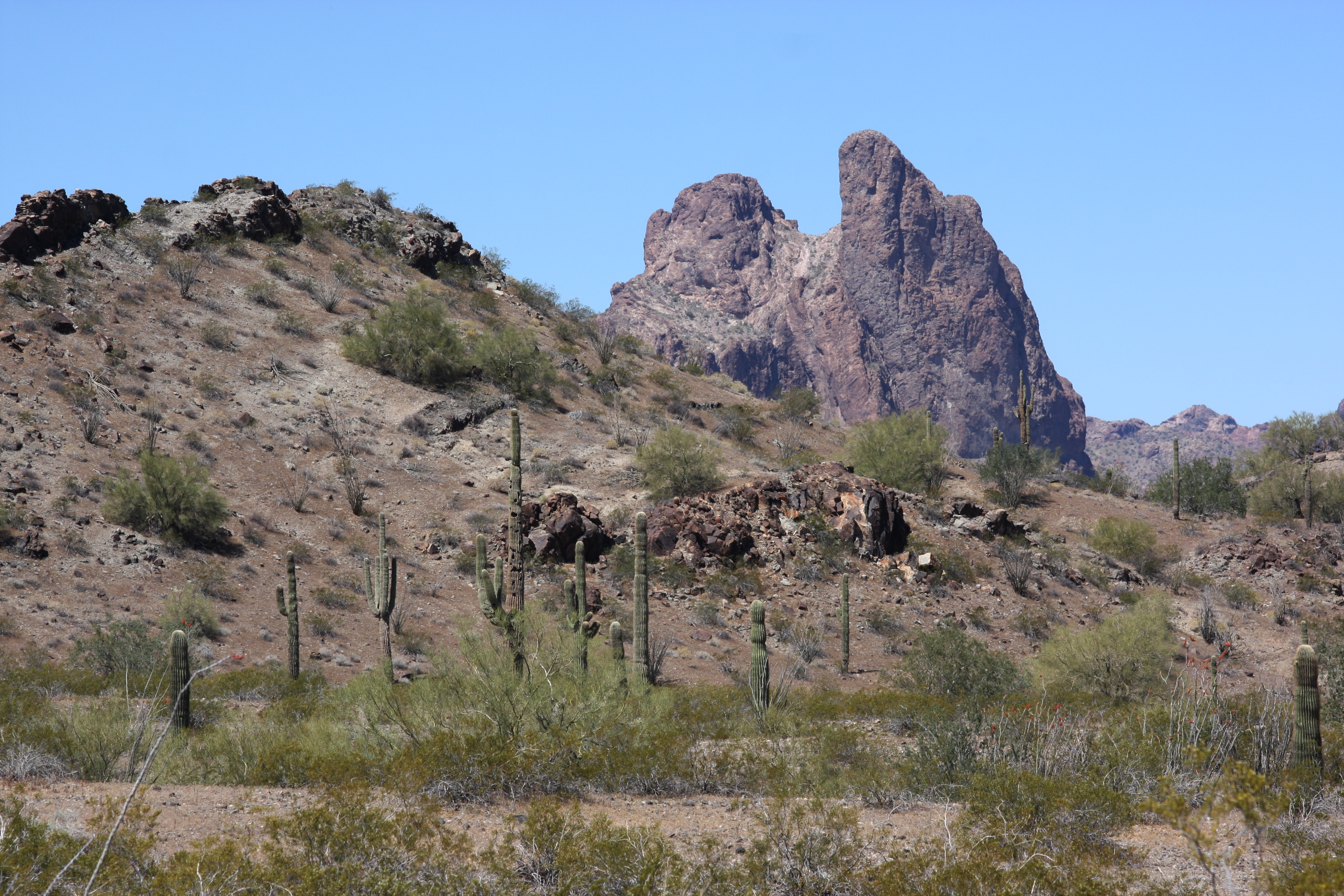
Der Courthouse Rock in den Eagletail Mountains

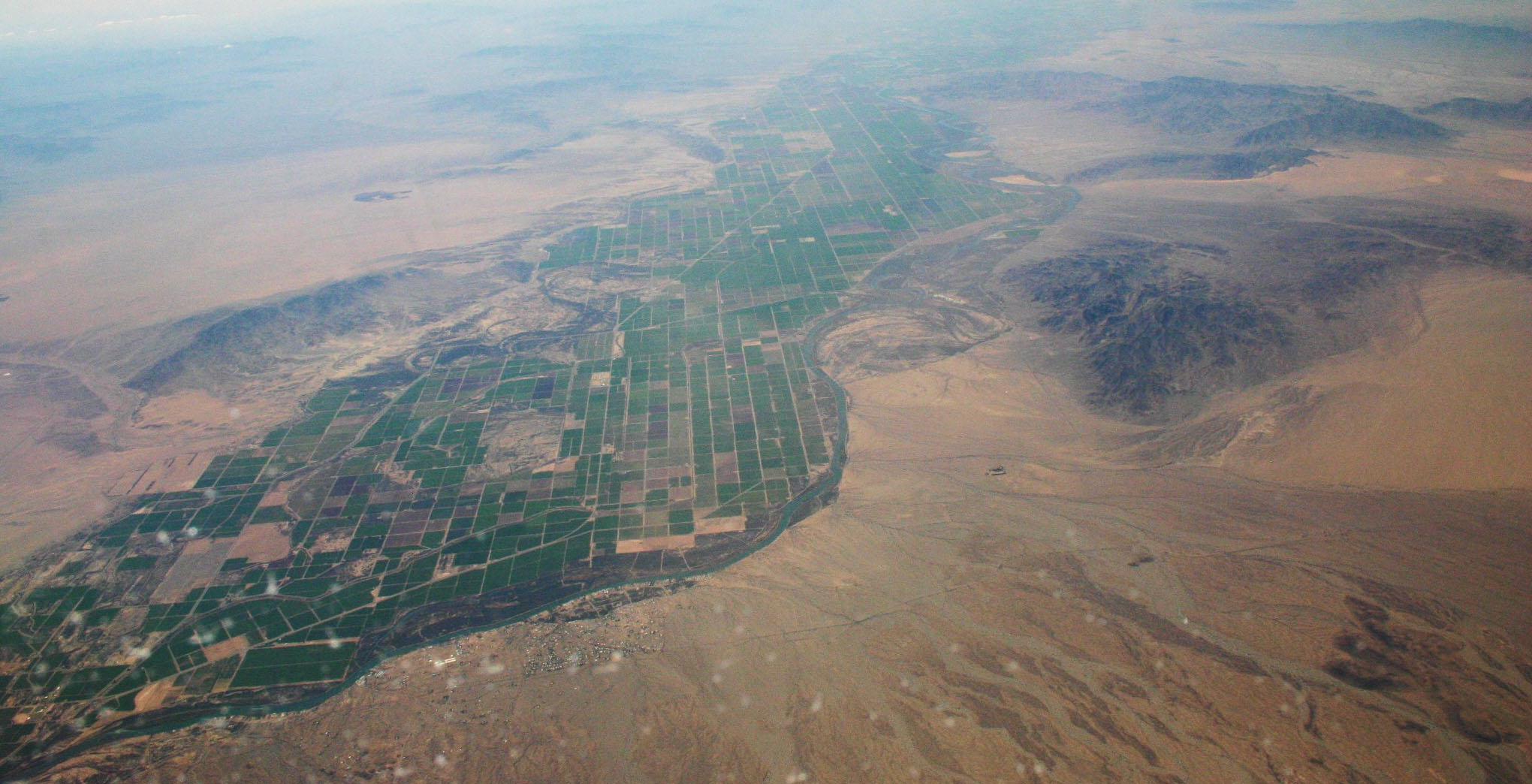
Das Parker Valley

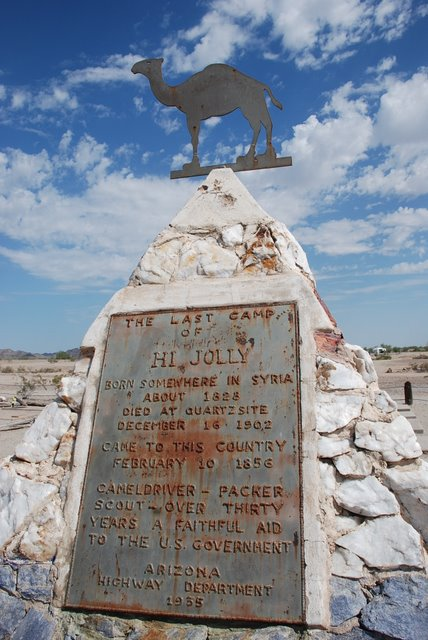
Grabstele von Hadji “Hi Jolly” Ali (1828–1902), die als Hi Jolly Monument seit Februar 2011 im NRHP eingetragen ist.

Nach der Volkszählung im Jahr 2000 lebten im La Paz County 19.715 Menschen. Es gab 8.362 Haushalte und 5.619 Familien. Die Bevölkerungsdichte betrug 2 Einwohner pro Quadratkilometer. Ethnisch betrachtet setzte sich die Bevölkerung zusammen aus 74,15 % Weißen, 0,79 % Afroamerikanern, 12,53 % amerikanischen Ureinwohnern, 0,41 % Asiaten, 0,10 % Bewohnern aus dem pazifischen Inselraum und 9,35 % aus anderen ethnischen Gruppen; 2,68 % stammten von zwei oder mehr ethnischen Gruppen ab. 22,42 % Prozent der Bevölkerung waren spanischer oder lateinamerikanischer Abstammung.
Von den 8.362 Haushalten hatten 21,20 % Prozent Kinder und Jugendliche unter 18 Jahre, die bei ihnen lebten. 54,20 % Prozent waren verheiratete, zusammenlebende Paare, 8,20 % Prozent waren allein erziehende Mütter, 32,80 % Prozent waren keine Familien. 26,60 % waren Singlehaushalte und in 12,90 %lebten Menschen im Alter von 65 Jahren oder darüber. Die Durchschnittshaushaltsgröße betrug 2,32 und die durchschnittliche Familiengröße lag bei 2,79 Personen.
Auf das gesamte County bezogen setzte sich die Bevölkerung zusammen aus 21,10 % Einwohnern unter 18 Jahren, 6,10 % zwischen 18 und 24 Jahren, 20,40 % zwischen 25 und 44 Jahren, 26,60 % zwischen 45 und 64 Jahren und 25,80 % waren 65 Jahre alt oder darüber. Das Durchschnittsalter betrug 47 Jahre. Auf 100 weibliche Personen kamen 105,50 männliche Personen, auf 100 Frauen im Alter ab 18 Jahren kamen statistisch 105,10 Männer.
Das jährliche Durchschnittseinkommen eines Haushalts betrug 25.839 USD, das Durchschnittseinkommen der Familien betrug 29.141 USD. Männer hatten ein Durchschnittseinkommen von 26.642 USD, Frauen 20.965 USD. Das Prokopfeinkommen betrug 14.916 USD. 19,60 % der Bevölkerung und 13,60 % der Familien lebten unterhalb der Armutsgrenze. 28,50 % davon sind unter 18 Jahre und 12,90 % sind 65 Jahre oder älter.

## Orte im La Paz County
Im La Paz County liegen zwei Gemeinden, die beide den Status einer Town besitzen. Zu Statistikzwecken führt das U.S. Census Bureau 15 Census-designated place, der dem County unterstellt ist und keine Selbstverwaltung besitzt. Dieser ist wie die Unincorporated Communities gemeindefreies Gebiet.
Towns
| - Parker - Quartzsite |

Census-designated places
| - Alamo Lake - Bluewater - Bouse - Brenda - Cibola | - Cienega Springs - Ehrenberg - La Paz Valley - Parker Strip - Poston | - Salome - Sunwest - Utting - Vicksburg - Wenden |

andere Unincorporated Communities
- Hope

Geisterstädte
| - Clip - Drift Desert - Empire Flat - Eureka - La Paz - Williamsport | - Love - Mineral City - Nortons Landing - Olive City - Swansea |

## Schutzgebiete
| - Alamo Lake State Park (partiell) - Bill Williams River National Wildlife Refuge (partiell) - Buckskin Mountain State Park | - Cibola National Wildlife Refuge (partiell) - Imperial National Wildlife Refuge (partiell) - Kofa National Wildlife Refuge (partiell) |